# Stefanie Voigt
Stefanie Nanette Voigt (* 10. Juni 1969 in Ansbach als Stefanie Janker) ist eine deutsche Kognitions- und Kulturwissenschaftlerin, Kunstdozentin, Ästhetiktheoretikerin und Professorin für Persönlichkeitsentwicklung und Universalwissen.

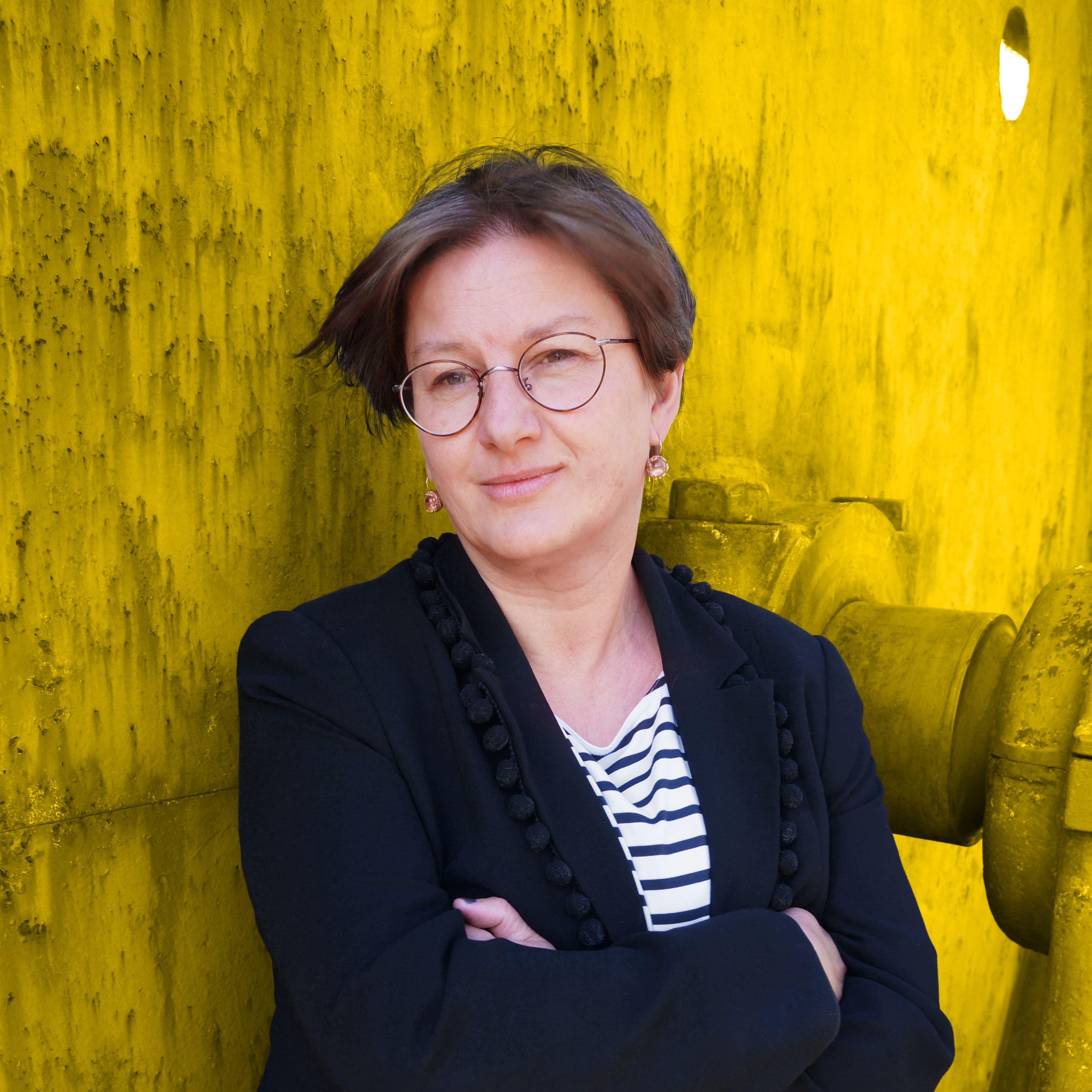
Stefanie Voigt

## Leben
Stefanie Nanette Voigt studierte Kunstgeschichte und Philosophie an der Otto-Friedrich-Universität Bamberg und legte dort das erste Staatsexamen für das Lehramt an Gymnasien in Deutsch und Geschichte ab. Zusätzlich war sie als Malerin und Barockharfenistin tätig. 2002 promovierte sie am Bamberger Institut für Theoretische Psychologie. Ihre von Dietrich Dörner betreute Promotionsschrift Das Geheimnis des Schönen wurde mit summa cum laude (0,00) bewertet und erhielt den Promotionspreis der Otto-Friedrich-Universität Bamberg. Dort lehrte Voigt seit 2003 im Fach Kunstpädagogik und seit 2005 auch im Fach Philosophie. 2005 wurde sie zur Betreuung von Diplomarbeiten an der Fachhochschule für Edelstein- und Schmuckdesign in Idar-Oberstein zugelassen. Von 2005 bis 2007 betrieb sie mit einem HSP III-Stipendium das Postdoc-Projekt „Psychologie der Erhabenheit“. Nach einer Einladung als Visiting Scholar an die University of Iowa 2007 habilitierte sie sich 2011 im Fach Kulturwissenschaft an der Universität Koblenz-Landau. 2013 habilitierte sie sich an die Universität Augsburg um, an der sie nach wie vor als Privatdozentin tätig ist, und wurde als Gastprofessorin an die Geert-Groote-Universität in Deventer (Niederlande) berufen. 2015 gründete Voigt die Business Aesthetics Academy, eine private Akademie für interdisziplinäre Ästhetiktheorie. 2016 wurde sie an der Memorial University of Newfoundland zum Adjunct Professor ernannt. Stefanie Voigt war außerdem als Kolumnistin bei heise online tätig. Sie arbeitet als Dozentin am Center of Excellence for TPM der Hochschule Ansbach und als Partnerin des eco 2050 Instituts für Nachhaltigkeit Nürnberg. 2025 wurde sie zur Professorin für Persönlichkeitsentwicklung an der HEX-Hochschule für Exzellenz in Fürigen (Schweiz) berufen, an der sie zuvor ebenfalls als Dozentin tätig war. Nebenberuflich ist sie als Tierzeichnerin unter anderem für das Jane-Goodall-Institut und den Bund für Umwelt und Naturschutz Deutschland aktiv. Für dieses Engagement erhielt sie 2020 einen Ehrenamtsnachweis des Bayerischen Staatsministeriums für Familie, Arbeit und Soziales.

## Forschung
Stefanie Voigt vertritt folgende Thesen: Ästhetisches Empfinden ist das Kernphänomen von Bewusstsein. Dieses Phänomen lässt sich nur interdisziplinär angemessen erfassen. Interdisziplinär, nämlich unter Berücksichtigung von Erkenntnissen aus Psychologie, Philosophie, Linguistik, Semiotik, Anthropologie, Kunstgeschichte und -theorie unter ständiger Berücksichtigung künstlerischer Sichtweisen, ist daher das Bewusstseinsmodell konzipiert, das Voigt in ihrer Promotionsschrift erstellt hat. In ihren weiteren Publikationen wendet Voigt dieses Modell auf verschiedene Phänomene wie beispielsweise das „große Gefühl“ der Erhabenheit an. Das Projekt der Business Aesthetics Academy dient dazu, das genannte Modell für Kurse in „smart humanities“ zu nutzen: einen „Crash-Kurs in der Kunst des Denkens“ unter den Bedingungen des heutigen Wirtschaftslebens und einen Kurs für Schülerinnen und Schüler. Mit ihren Publikationen und Kursen bezweckt Voigt, "Universalwissen für Führungskräfte im Zeitalter der Digitalisierung" zu vermitteln.

## Monographien
- Das Geheimnis des Schönen. Ein Modell der psychischen und mentalitätsgeschichtlichen Strukturen von „Ästhetik“, Bamberg 2002 (als Stefanie Janker, Digitalisat online)
- Das Geheimnis des Schönen. Über menschliche Kunst und künstliche Menschen oder: Wie Bewusstsein entsteht. Mit einem Vorwort von Dietrich Dörner, Münster 2005
- Ästhetik-Theorie. Eine Sammlung von hundert Karteikarten zu Autoren und Begriffen,  Marburg 2009
- Erhabenheit. Über ein großes Gefühl und seine Opfer, Würzburg 2011
- Die philosophische Wollust. Sinnliches von Sokrates bis Sloterdijk, Darmstadt 2011 (zusammen mit Markus Köhlerschmidt)
- CULTURA. Sieben kulturwissenschaftliche Aufsätze über sieben verborgene Künste, Münster u. a. 2012
- Mit Pauken und Perücken. Über das Leben und die Lebenskünste der erhabenen Herren Händel, Bach, Telemann und Mozart. Mit einem Vorwort von Dorothee Oberlinger, Köln-Weimar-Wien 2013 (zusammen mit Markus Köhlerschmidt)
- Der knöcherne Zigarrenhalter. Über die Lust am Schrecklichen im Ersten Weltkrieg, Tübingen 2014 (zusammen mit Markus Köhlerschmidt)
- Angewandte Ästhetik für Einsteiger. Über „Smart Humanities“ und den neuen (oder alten) Anspruch an die Führung der Industrie von morgen, Deggendorf 2021
- Bild und Sinn. Wie Denken in Anschauung gründet. Mit einem Beitrag von Jan Levin Propach, Münster 2021 (zusammen mit Rudolf Lüthe und Eduard Zwierlein)
- Der Bewusstseins-Code. Universalwissen für Führungskräfte im Zeitalter der Digitalisierung, Frankfurt am Main 2024